# Bob Stapleton
Bob Stapleton (født 1. april 1958 i Riverside, Californien) er en amerikansk entreprenør og sportsdirektør for Pro Tour-holdet Team High Road (tidligere T-Mobile Team).
Stapleton kom i kontakt med T-Mobile da hans kommunikationsselskab, VoiceStream Wireless blev købt i 2000 af den tyske telegigant Deutsche Telekom for 50 milliarder dollar. Det vil sige at det var den oprindelige pris, men da det endelige køb blev gjort, havde aktierne gået ned og prisen blev lavere. VoiceStream måtte da skifte navn til T-Mobile USA. Bob blev senere involveret i cykling ved at stifte High Road Sports Inc., som administrer T-Mobile Teams kvinde hold.
Efter at Operación Puerto-skandalen berørte store navne som Jan Ullrich og Óscar Sevilla, og efterfølgende udelukkelser, førte til store forandringer i ryttere og støtteapparat, og Stapleton blev udvalgt som holdleder.